# Antropora paucicryptocysta
Antropora paucicryptocysta är en mossdjursart som beskrevs av Moyano 1983. Antropora paucicryptocysta ingår i släktet Antropora och familjen Antroporidae. Inga underarter finns listade i Catalogue of Life.